# Maria Brabancka (cesarzowa)
Maria Brabancka (ur. ok. 1190, zm. maj 1260) – królowa Niemiec i cesarzowa, córka księcia Brabancji Henryka I i Matyldy z Boulogne, córki Mateusza z Alzacji.
19 maja 1214 r. 24-letnia Maria została zaręczona z 39-letnim cesarzem Ottonem IV Welfem (1176/1177 - 19 maja 1218), synem księcia saskiego Henryka Lwa i Matyldy Plantagenet, córki króla Anglii Henryka II. Ich ślub nastąpił później w tym samym roku w Akwizgranie.
Otto IV toczył w owym czasie walkę ze swoim przeciwnikiem, Fryderykiem II Hohenstaufem, stryjecznym bratem jego pierwszej żony, Beatrycze Hohenstauf. 27 lipca 1214 r. Otto został pokonany przez króla Francji Filipa Augusta pod Bouvines, co spowodowało, że ostatecznie utracił poparcie w Niemczech. Opuścił go nawet jego najważniejszy sojusznik, papież Innocenty III, który w 1215 r. oficjalnie poparł Fryderyka.
Pokonany Otto wycofał się do swojego rodowego księstwa Brunszwiku. Maria towarzyszyła mu aż do jego śmierci w 1218 r. Małżonkowie nie mieli razem dzieci.
Maria pozostała niezamężna przez 2 lata. W lipcu 1220 r. poślubiła hrabiego Holandii Wilhelma I (ok. 1167 - 4 lutego 1222), syna hrabiego Florisa III i Ady Szkockiej, córki Henryka Szkockiego, 3. hrabiego Huntingdon. Małżeństwo to również pozostało bezdzietne. Wilhelm zmarł w 1222 r. Maria przeżyła go o 38 lat. Nigdy ponownie nie wyszła za mąż.